# عبد الملك الثور
عبدالملك قاسم الثور سياسي يمني هو وزير الزراعة والري في حكومة الإنقاذ الوطني برئاسة عبد العزيز بن حبتور التابعة للمجلس السياسي الأعلى في سلطة صنعاء منذ 10 نوفمبر 2018.